# Kwagŏ

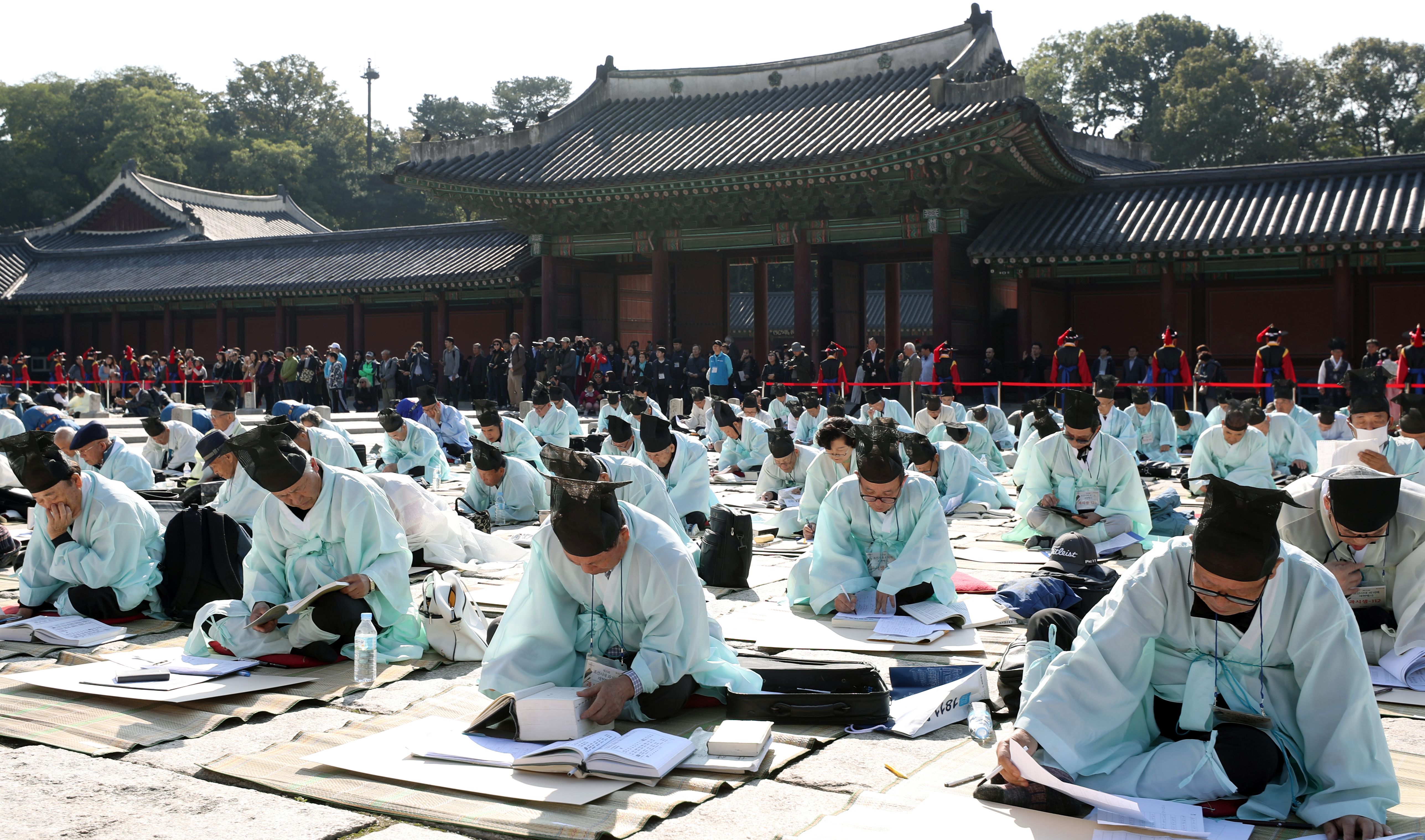
Reconstitution moderne de l'examen en 2018.

Le Kwagŏ ou Gwageo (en coréen : 과거) est un examen de recrutement des fonctionnaires utilisé lors de plusieurs époques de l'histoire de la Corée, et modelé sur les examens impériaux chinois. 

## Histoire
Il est instauré en 788 sous l'influence du lettré confucianiste Choi Chi-won dans le royaume de Silla, mais tombe en désuétude face à l'influence de l'aristocratie. 
Cet examen est réinstauré pour le royaume du Koryŏ en 958, et permet à l'État de réduire l'influence de l'aristocratie en son sein en permettant un recrutement plus large de ses cadres.

## Sources